# ویلوویک (اوهایو)
ویلوویک(به انگلیسی: Willowick) شهری در ایالت اوهایو کشور ایالات متحده آمریکا است که جمعیت آن در سرشماری سال ۲۰۱۰ میلادی، ۱۴٬۱۷۱ نفر بوده‌است.

## نگارخانه

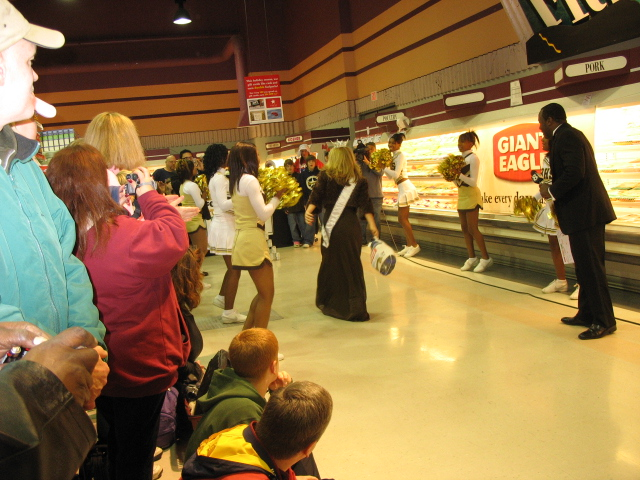